# Bosio
Bosio (piemontiul: Beuso, ligur nyelven: Bêuxo vagy Bêuzo) település Olaszországban, Piemont régióban, Alessandria megyében. Lakosainak száma 1038 fő (2023. január 1.). Bosio Campomorone, Casaleggio Boiro, Ceranesi, Gavi, Genova, Lerma, Masone, Mele, Parodi Ligure, Rossiglione, Tagliolo Monferrato, Voltaggio, Campo Ligure, Mornese és Carrosio községekkel határos.

## Népesség
A település népessége az elmúlt években az alábbi módon változott:
| Lakosok száma | 1189 | 1195 | 1038 |
|               | 2017 | 2018 | 2023 |